# Европейские легкоатлетические игры в помещении 1966
Европейские легкоатлетические игры в помещении 1966 года проходили 27 марта на арене «Вестфаленхалле» в западногерманском городе Дортмунд. Соревнования, организованные Европейской легкоатлетической ассоциацией, стали первым в истории официальным международным турниром в помещении. Европейские игры ежегодно проводились до 1969 года включительно (всего состоялись 4 раза). С 1970 года название было изменено на чемпионат Европы по лёгкой атлетике в помещении, при этом сроки проведения (ежегодно, в феврале-марте) и программа соревнований оставлены без существенных корректировок.
Длина бегового круга на арене составляла 160 метров. В соревнованиях приняли участие 186 атлетов из 21 страны Европы. Был разыгран 21 комплект медалей (13 у мужчин и 8 у женщин). В ходе состязаний были установлены 2 высших мировых достижения: отличились советские прыгуны в длину Игорь Тер-Ованесян и Татьяна Щелканова. Победу в неофициальном медальном зачёте одержали хозяева соревнований, сборная ФРГ.

## Медалисты
Сокращения: WB — высшее мировое достижение | ER — рекорд Европы | NR — национальный рекорд

### Мужчины
| Дисциплина                                            | Золото                                                       | Золото    | Серебро                                                                     | Серебро | Бронза                                                                            | Бронза  |
| ----------------------------------------------------- | ------------------------------------------------------------ | --------- | --------------------------------------------------------------------------- | ------- | --------------------------------------------------------------------------------- | ------- |
| 60 м подробности                                      | Барри Келли Великобритания                                   | 6,6       | Карл-Хайнц Эрбштёссер ГДР                                                   | 6,6     | Виктор Касаткин СССР                                                              | 6,6     |
| 400 м подробности                                     | Хартмут Кох ГДР                                              | 47,9      | Манфред Киндер ФРГ                                                          | 48,3    | Василий Анисимов СССР                                                             | 49,0    |
| 800 м подробности                                     | Ноэль Кэрролл Ирландия                                       | 1.49,7    | Томаш Юнгвирт Чехословакия                                                  | 1.50,8  | Херберт Миссалла ФРГ                                                              | 1.51,0  |
| 1500 м подробности                                    | Джон Уэттон Великобритания                                   | 3.43,8    | Олег Райко СССР                                                             | 3.46,7  | Ульф Хёгберг Швеция                                                               | 3.47,2  |
| 3000 м подробности                                    | Харальд Норпот ФРГ                                           | 7.56,0    | Зигфрид Херрман ГДР                                                         | 7.57,2  | Иштван Кишш Венгрия                                                               | 8.05,0  |
| Эстафета 4×320 м (4×2 круга) подробности              | ФРГ Йорг Юттнер Райнер Кунтер Ханс Райнерман Йенс Ульбрихт   | 2.30,1    | Чехословакия · Мирослав Верук · Юрай Демеч · Ладислав Кржиж · Йозеф Троусил | 2.31,0  | не вручалась [a]                                                                  |         |
| Эстафета 640+480+320+160 м (4+3+2+1 круг) подробности | ФРГ Леонхард Хендль Вернер Крёнке Рольф Крюзман Юрген Шрётер | 3.22,0    | Италия · Бруно Бьянки · Серджио Белло · Серджио Оттолина · Ипполито Джани   | 3.22,2  | Бельгия · Вернер Ойзерс · Вилли Вандевингарден · Жорж Вейнантс · Альберт ван Хорн | 3.27,2  |
| 60 м с барьерами подробности                          | Эдди Оттоз Италия                                            | 7,7       | Майкл Паркер Великобритания                                                 | 7,8     | Хинрих Йон ФРГ                                                                    | 7,9     |
| Прыжок в высоту подробности                           | Валерий Скворцов СССР                                        | 2,17 м    | Вольфганг Шилльковски ФРГ                                                   | 2,11 м  | Челль-Оке Нильссон Швеция                                                         | 2,08 м  |
| Прыжок с шестом подробности                           | Геннадий Близнецов СССР                                      | 4,90 м    | Рудольф Томашек Чехословакия                                                | 4,80 м  | Райнер Лизе ФРГ                                                                   | 4,70 м  |
| Прыжок в длину подробности                            | Игорь Тер-Ованесян СССР                                      | 8,23 м WB | Армин Баумерт ФРГ                                                           | 7,79 м  | Йоахим Айгенхерр ФРГ                                                              | 7,63 м  |
| Тройной прыжок подробности                            | Шербан Чокинэ Румыния                                        | 16,43 м   | Михаэль Зауэр ФРГ                                                           | 16,35 м | Петр Немшовский Чехословакия                                                      | 16,28 м |
| Толкание ядра подробности                             | Вильмош Варью Венгрия                                        | 19,05 м   | Дитер Хоффман ГДР                                                           | 18,25 м | Иржи Скобла Чехословакия                                                          | 18,08 м |

a  В эстафете 4×320 метров принимали участие только 2 команды.

### Женщины
| Дисциплина                              | Золото                                                          | Золото    | Серебро                                                                       | Серебро | Бронза                                                                           | Бронза  |
| --------------------------------------- | --------------------------------------------------------------- | --------- | ----------------------------------------------------------------------------- | ------- | -------------------------------------------------------------------------------- | ------- |
| 60 м подробности                        | Маргит Немешхази Венгрия                                        | 7,3       | Галина Митрохина СССР                                                         | 7,3     | Мэри Рэнд Великобритания                                                         | 7,4     |
| 400 м подробности                       | Хельга Хеннинг ФРГ                                              | 56,9      | Либуше Мацоунова Чехословакия                                                 | 57,2    | Маив Кайл Ирландия                                                               | 57,3    |
| 800 м подробности                       | Жужа Сабо Венгрия                                               | 2.07,9    | Карин Кесслер ФРГ                                                             | 2.10,8  | Мария Ингрова Чехословакия                                                       | 2.11,6  |
| Эстафета 4×160 м (4×1 круг) подробности | ФРГ Ренате Майер Эрика Рост Ханнелор Траберт Кирстен Роггенкамп | 1.18,4    | Югославия · Лиляна Петнярич · Марьяна Лубей · Елизавета Дянич · Ольга Шиковец | 1.21,7  | Чехословакия · Либуше Мацоунова · Алена Хильчерова · Ева Куцманова · Ева Легоцка | 1.22,3  |
| 60 м с барьерами подробности            | Ирина Пресс СССР                                                | 8,1       | Гундула Диль ГДР                                                              | 8,4     | Инге Шелль ФРГ                                                                   | 8,4     |
| Прыжок в высоту подробности             | Иоланда Балаш Румыния                                           | 1,76 м    | Ольга Гере-Пулич Югославия                                                    | 1,73 м  | Илиа Ханс ФРГ                                                                    | 1,65 м  |
| Прыжок в длину подробности              | Татьяна Щелканова СССР                                          | 6,73 м WB | Мэри Рэнд Великобритания                                                      | 6,53 м  | Хайде Розендаль ФРГ                                                              | 6,49 м  |
| Толкание ядра подробности               | Маргитта Гуммель ГДР                                            | 17,30 м   | Тамара Пресс СССР                                                             | 17,00 м | Надежда Чижова СССР                                                              | 16,95 м |

## Медальный зачёт
Медали в 21 дисциплине лёгкой атлетики завоевали представители 12 стран-участниц.
 Принимающая страна
| Место | Страна         | Золото | Серебро | Бронза | Всего |
| ----- | -------------- | ------ | ------- | ------ | ----- |
| 1     | ФРГ            | 5      | 5       | 7      | 17    |
| 2     | СССР           | 5      | 3       | 3      | 11    |
| 3     | Венгрия        | 3      | 0       | 1      | 4     |
| 4     | ГДР            | 2      | 4       | 0      | 6     |
| 5     | Великобритания | 2      | 2       | 1      | 5     |
| 6     | Румыния        | 2      | 0       | 0      | 2     |
| 7     | Италия         | 1      | 1       | 0      | 2     |
| 8     | Ирландия       | 1      | 0       | 1      | 2     |
| 9     | Чехословакия   | 0      | 4       | 4      | 8     |
| 10    | Югославия      | 0      | 2       | 0      | 2     |
| 11    | Швеция         | 0      | 0       | 2      | 2     |
| 12    | Бельгия        | 0      | 0       | 1      | 1     |
| Всего | Всего          | 21     | 21      | 20     | 62    |